# Mühlburg (Karlsruhe)
Mühlburg ist ein Stadtteil im Westen von Karlsruhe. Die ehemals eigenständige Stadt liegt am Fluss Alb. Im Westen wird Mühlburg vom Rheinhafen Karlsruhe begrenzt, der auch zur Gemarkung Mühlburg gehört. Im Osten schließt Mühlburg im fließenden Übergang an die Karlsruher Weststadt an. Mühlburg ist das zweite Nebenzentrum (sogenanntes B-Zentrum, neben dem noch älteren Durlach) der Stadt Karlsruhe mit regem Geschäftsleben und vielen Einkaufsmöglichkeiten. Der regionale Neckname der Bewohner ist Millichseihle (Milchschweinchen).

## Geschichte
Der Ort wurde im Jahre 1248 erstmals als Mulenberc urkundlich erwähnt. Die erste Erwähnung einer Burg Mulnberg findet sich um 1258, als deren Besitzer Markgraf Rudolf I. von Baden 1265 genannt wird.
1274 wurden Mühlburg, Grötzingen, Durlach sowie andere Orte durch den römisch-deutschen König Rudolf I. von Habsburg besetzt. 1670 erhielt die Gemeinde Mühlburg das Stadtrecht. Es wurde ein „Freiheitsbrief“ ausgestellt, wie wenige Jahre später für Karlsruhe, der die Ansiedlung von Handwerkern und anderen Neu-Bürgern fördern sollte. Der badische Markgraf plante den weiteren Ausbau der Stadt, der allerdings nur schleppend verlief. 1689 war für die Stadt ein schwarzes Jahr: Im Pfälzischen Erbfolgekrieg wurde neben vielen anderen badischen Städten auch die Stadt Mühlburg sowie das herrschaftliche Wasserschloss durch französischen Truppen zerstört. Die vom französischen „Sonnenkönig“ Ludwig XIV. ausgegebene Losung „Ruinez les pays de Bade“ (dt. etwa „Ruiniere die badischen Länder“) wird mit aller Härte umgesetzt. Das Schloss wurde nicht wieder aufgebaut. Die Steine des Schlosses Mühlburg wurden größtenteils zum Bau des Karlsruher Schlosses verwendet. Durch die neue Stadt Karlsruhe in unmittelbarer Nähe verlor Mühlburg wie die alte Residenz Durlach in den nächsten Jahrzehnten sukzessive an Bedeutung. 1886 wurde die Stadt Mühlburg schließlich mit 4100 Einwohnern und einer Fläche von 210 Hektar nach Karlsruhe eingemeindet. Die Gemarkungsgrenzen von Mühlburg wurden danach stark verschoben. So verlor Mühlburg ein großes Gebiet an die wachsende Karlsruher Weststadt und ein Stück an Grünwinkel, bekam dafür aber das gesamte Gebiet des späteren Rheinhafens von den alten, ebenfalls eingemeindeten Fischerdörfern Daxlanden und Knielingen und gewann somit den Zugang zum Rhein. In feierlicher Zeremonie wurde 1901 in Mühlburg der Rheinhafen Karlsruhe unter Anwesenheit des Großherzog Friedrich I. von Baden eröffnet. 1998 feierte Mühlburg 750 Jahre urkundliche Ersterwähnung.

## Schloss und Mühle

Lage des Schlosses im Stadtplan von 1914 nach Grabungen von 1912 bis 1914 (Ausschnitt des Stadtplanes mit Zeichnung von Otto Linde)

Zu der Zeit, als der Rhein noch ein wilder, unbegradigter Fluss war und die Graureiher über den sumpfigen Auwäldern ihre Bahnen zogen, stand eine Burg am Hochgestade des Rheines. Diese stand dort, wo auch seit alten Tagen eine Römerstraße den Fluss Alb überquerte. Die Markgrafen von Baden hatten diese Burg errichtet, um vermutlich an dieser Stelle Zoll zu erheben. 1248 taucht für den Ort zum ersten Mal der Name Mulenberc auf, heute kann man nicht mehr feststellen, was eigentlich zuerst da war – die Burg oder die namengebende Mühle. Eine Kaplanei hat der Markgraf 1488 in der dortigen Schlosskapelle eingerichtet. Hier fanden nun wohl die ersten Gottesdienste in Mühlburg statt. Mühlburg selbst war zu dieser Zeit lediglich ein Burgflecken mit Zollhaus, Mühle und „Dubadurn“, wahrscheinlich der Taubenturm, der die Schlossküche mit Taubeneiern und jungen Vögeln versorgte. Der Vogelfänger hat sicher auch den bereits 1475 erwähnten „Entenfang“ betreut, eine Vorrichtung, in der Wildenten gefangen werden konnten. Um das Jahr 1530 wurde das Schloss standesgemäß ausgebaut, in dem die Markgrafen zeitweilig residierten. 1565 wurde es als Sommerresidenz von Markgraf Karl II. von Baden-Durlach gewählt und nochmals erweitert und umgebaut. Doch die Zeiten waren unruhig. 1622 wurde das Schloss im Dreißigjährigen Krieg niedergebrannt. Als endlich Friede einkehrte, wurde das Schloss großzügig wieder aufgebaut. Der Markgraf plante nun die Gründung einer Stadt, gewaltige Straßenpläne wurden gezeichnet. Und der Markgraf versprach: „Wenn 40 bis 50 Haushaltungen da sind, so wollen wir bezüglich Kirche, Rat-, Kauf- und andere Stadthäuser ein gnädiges Gemüt verspüren lassen.“ Trotz großzügiger Zusicherung von Gewerbe- und Religionsfreiheit stagnierte das Wachstum der Stadt. Schon im Jahre 1689 wurde im Pfälzischen Erbfolgekrieg auch das gerade neuerbaute Schloss wieder zerstört. Diesmal wurde es nicht wieder aufgebaut. Aus seinen Trümmern wurden 25 Jahre später Teile des Karlsruher Schlosses errichtet. Vermutungen zufolge wäre Mühlburg bei einem anderen Geschichtsverlauf möglicherweise Hauptstadt des späteren Großherzogtums Baden geworden. Doch so weit kam es bekanntlich nicht. Die wenigen Mühlburger mussten nach der Zerstörung des Schlosses 21 Jahre lang nach Knielingen zur Kirche wandern. In heutiger Zeit sind von Burg bzw. Schloss und der Mühle (Letztere wurde 1942 abgerissen, heute Stadtteilbibliothek und Polizeiposten) keine Spuren mehr erhalten. Außer einer Erinnerungstafel am Entenfang in Mühlburg erinnert nichts mehr an das prächtige Wasserschloss und die damalige Bedeutung von Mühlburg.

## Bauwerke

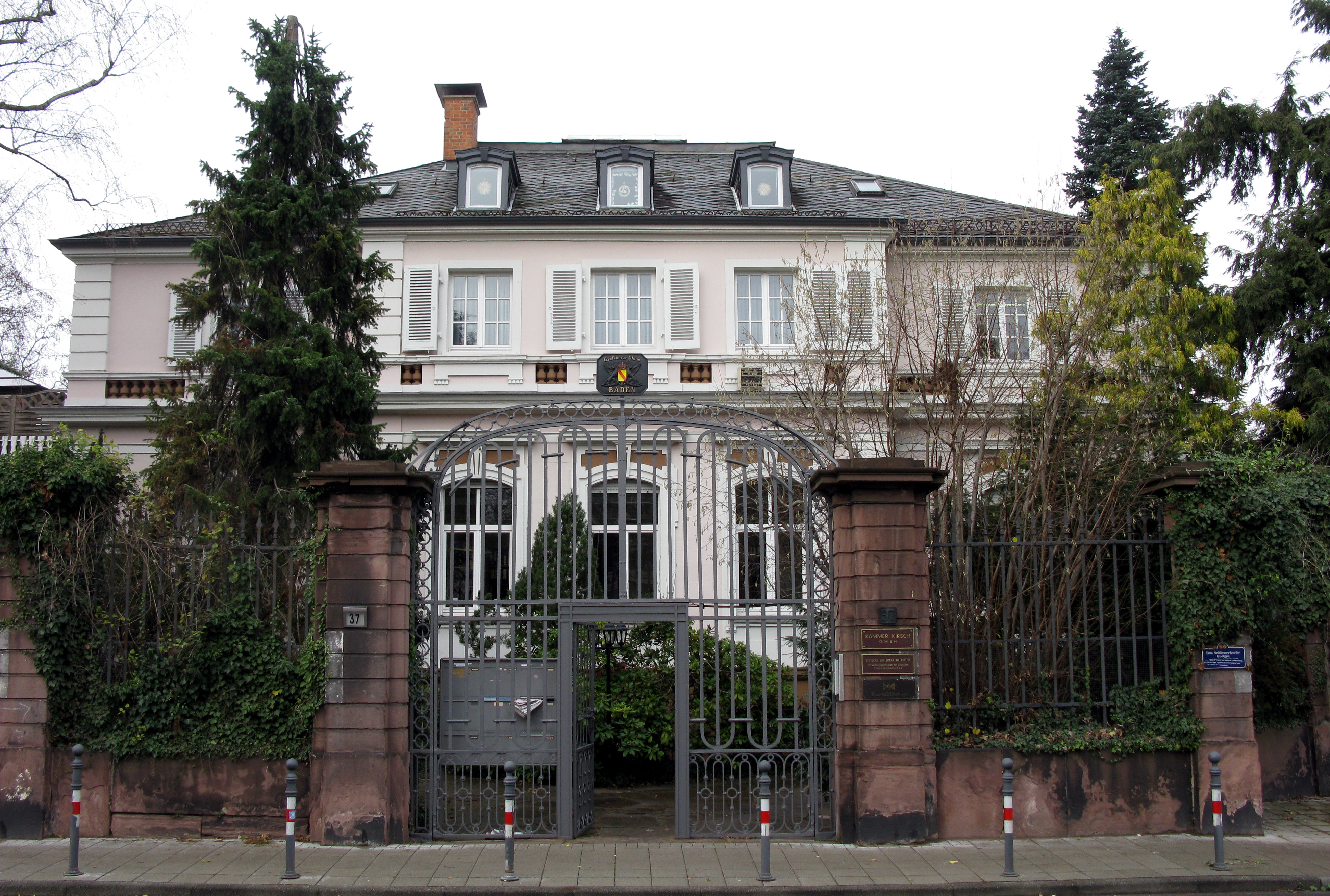
Das Seldenecksche Freigut, Sitz der Verwaltung der Destillerie Kammer-Kirsch GmbH

In Mühlburg steht das weithin sichtbare Wärmekraftwerk Mühlburg. Dahinter schließt sich der Karlsruher Rheinhafen an.
Das „Seldeneck´sche Freigut“ wurde einstmals von Markgraf Wilhelm Ludwig (1732–1788), Bruder des späteren Großherzogs Karl Friedrich und vierfacher Urgroßvater von Marie Luise Kaschnitz bewohnt, nachdem er eine Bürgerliche geheiratet hatte. Das zugehörige Schlösschen selbst wurde abgerissen. Die repräsentative Fabrikantenvilla der Seldenecks ist heute Sitz der Destillerie Kammer-Kirsch GmbH. Dahinter befindet sich heute das Kulturzentrum Tempel in Gründerzeitarchitektur mit diversen gastronomischen und kulturellen Einrichtungen sowie Büros.

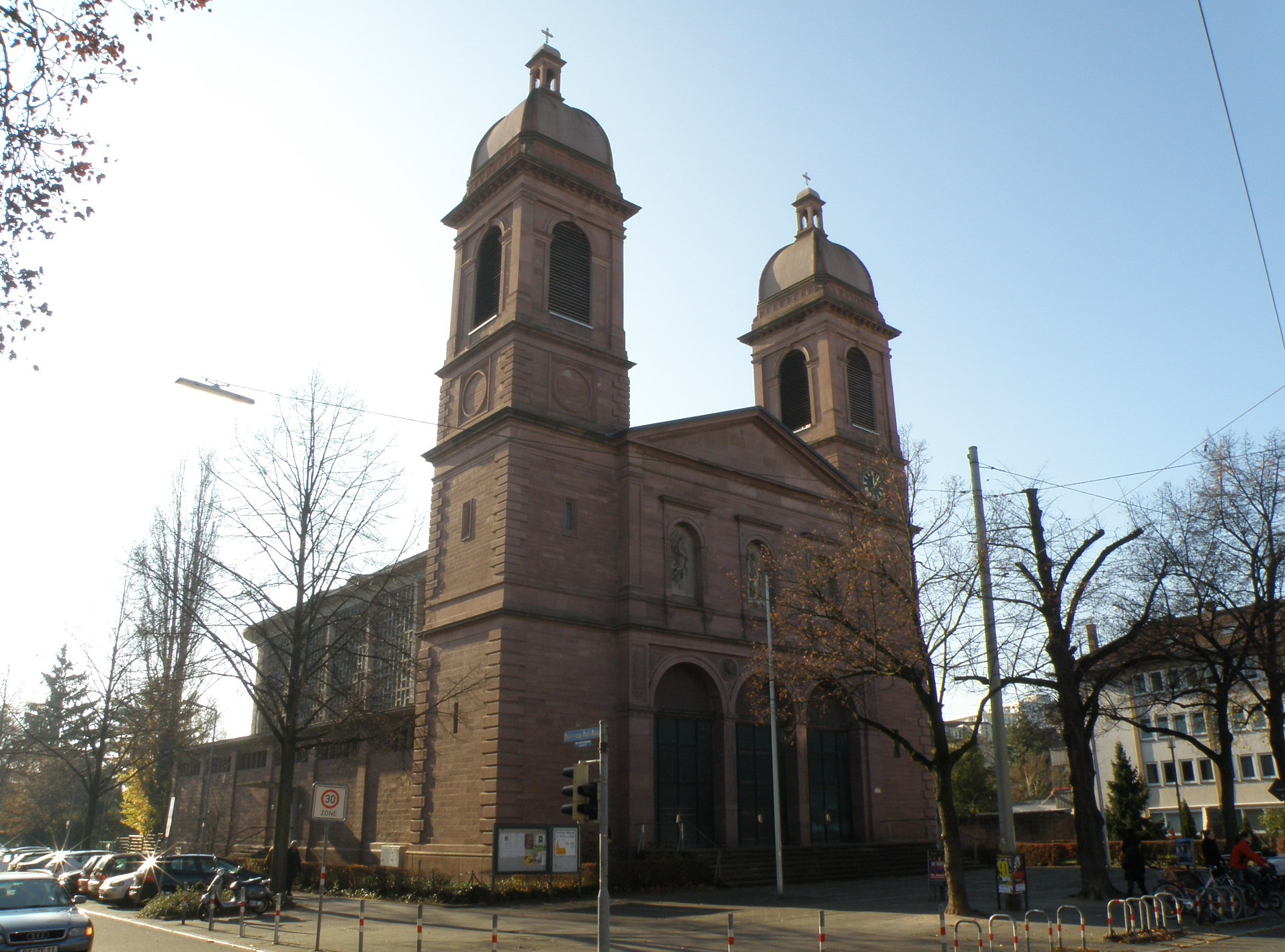
Kath. Kirche St. Peter und Paul (2011)

Die 1886 durch Adolf Williard errichtete katholische Kirche St. Peter und Paul, die am 4. Dezember 1944 bei einem schweren alliierten Bombenangriff fast komplett zerstört wurde, hat noch heute ihre Doppelturmfassade behalten. Die monumentalen Wandmalereien aus den 1920er Jahren von Albert Haueisen im Inneren der Kirche gingen durch die Zerstörungen verloren.
Ähnlich zerstört wurde auch die von Johann Friedrich Weyhing entworfene evangelische Karl-Friedrich-Gedächtniskirche von 1786, die 1903 bei einer großzügigen Erweiterung in Gedenken des Stifters Markgraf Karl Friedrich von Baden ihren Namen erhielt. 1944 brannte sie komplett aus. Nach dem Wiederaufbau wurde sie 1951 mit verändertem Turm wieder eröffnet und bildet noch heute eines der Wahrzeichen Mühlburgs.
1960 wurde auf dem Gelände des ehemaligen Stadion Honsellstraße vom VfB Mühlburg, einer der beiden Vorgängervereine des Karlsruher SC, die Feuerwache West der Berufsfeuerwehr Karlsruhe eröffnet.

## Persönlichkeiten
Der bekannteste Mühlburger Carl Benz wurde am 25. November 1844 geboren. Sein genauer Geburtsort war lange umstritten, inzwischen herrscht jedoch allgemeiner Konsens, dass er unweit der heutigen Rheinstraße 22 in Mühlburg geboren wurde. An jener Stelle entstand im Jahr 2011 eine Gedenkstätte samt „ewigem Parkplatz“. Er gilt als der Erfinder des ersten Automobils, im Sommer 1885 in Mannheim gebaut und erprobt, am 29. Januar 1886 mit Reichspatent 37435 offiziell anerkannt. Sein Name findet sich heute noch in der Automobilmarke Mercedes-Benz. Nach ihm sind in Mühlburg eine Veranstaltungshalle, eine Schule und in Karlsruhe eine englischsprachige Studieneinrichtung an der Universität benannt, die Carl Benz School.
Der Kammersänger Hermann Weil (1876–1949) wurde in Mühlburg geboren. Er gehörte dem Ensemble der Stuttgarter Hofoper an, war zwischendurch in New York, in Wien und als Heldenbariton bei den Bayreuther Festspiele engagiert.
Die Schriftstellerin Marie Luise Kaschnitz (geb. von Holzing, 1901–1974) wohnte als Schülerin beim Großvater mütterlicherseits Wilhelm Rudolf von Seldeneck (1849–1925) neben dem gleichnamigen Schlösschen in einer repräsentativen Villa mit großem Garten in Mühlburg. Haus und Garten dort waren ihr schon von früheren Ferienaufenthalten gut vertraut. Besonders den Garten liebte Marie Luise Kaschnitz sehr; immer wieder taucht das Gartenmotiv in ihrem Werk auf: „Das Großelternhaus in Mühlburg bei Karlsruhe, der alte feuchtschattige Garten, das Rosenhäuschen, die Brauerei…“
Ab 1936 lebte der Bildhauer Carl Egler (1896–1982) mit seiner Frau in einem kleinen Haus in Mühlburg in der Marktstraße 4. Das Wohnhaus, die Werkstatt, das Atelier sowie Innenhof und Garten wurden durch ihn gestaltet, bearbeitet und liebevoll verschönert. Sie stellen ein Gesamtkunstwerk dar, das auch unter Mitwirkung seiner Brüder Willi und Ludwig (1894–1966, Schriftsteller und Komponist) entstanden ist. Carl Egler arbeitete unter anderem für die Majolika Karlsruhe.
Der nassauische General Robert Roth (1813–1885) stammte aus Mühlburg.

## Vereinsleben
Der Sportverein VfB Mühlburg war einer der beiden Gründungsvereine des Karlsruher SC.
Der Bürgerverein Mühlburg 1898 e. V. nimmt seit der Eingemeindung der Stadt nach Karlsruhe eine wichtige Schnittstellenfunktion als Anlaufpunkt zwischen den Mühlburger Bürgern und der zuständigen Stadtverwaltung ein.
In der Geschäftswelt gibt es seit dem Jahre 1979 die „Interessengemeinschaft Attraktives Mühlburg e. V.“ Sie setzt sich für die Verschönerung des Stadtteils ein. Weitere Aufgaben sind einen guten Branchenmix zu erhalten und die Nahversorgung des B-Zentrums Mühlburg sicherzustellen.
Die Turnerschaft Mühlburg 1861 e. V. mit etwa 1500 Mitgliedern bietet ein vielfältiges Sportangebot.

## Verkehr

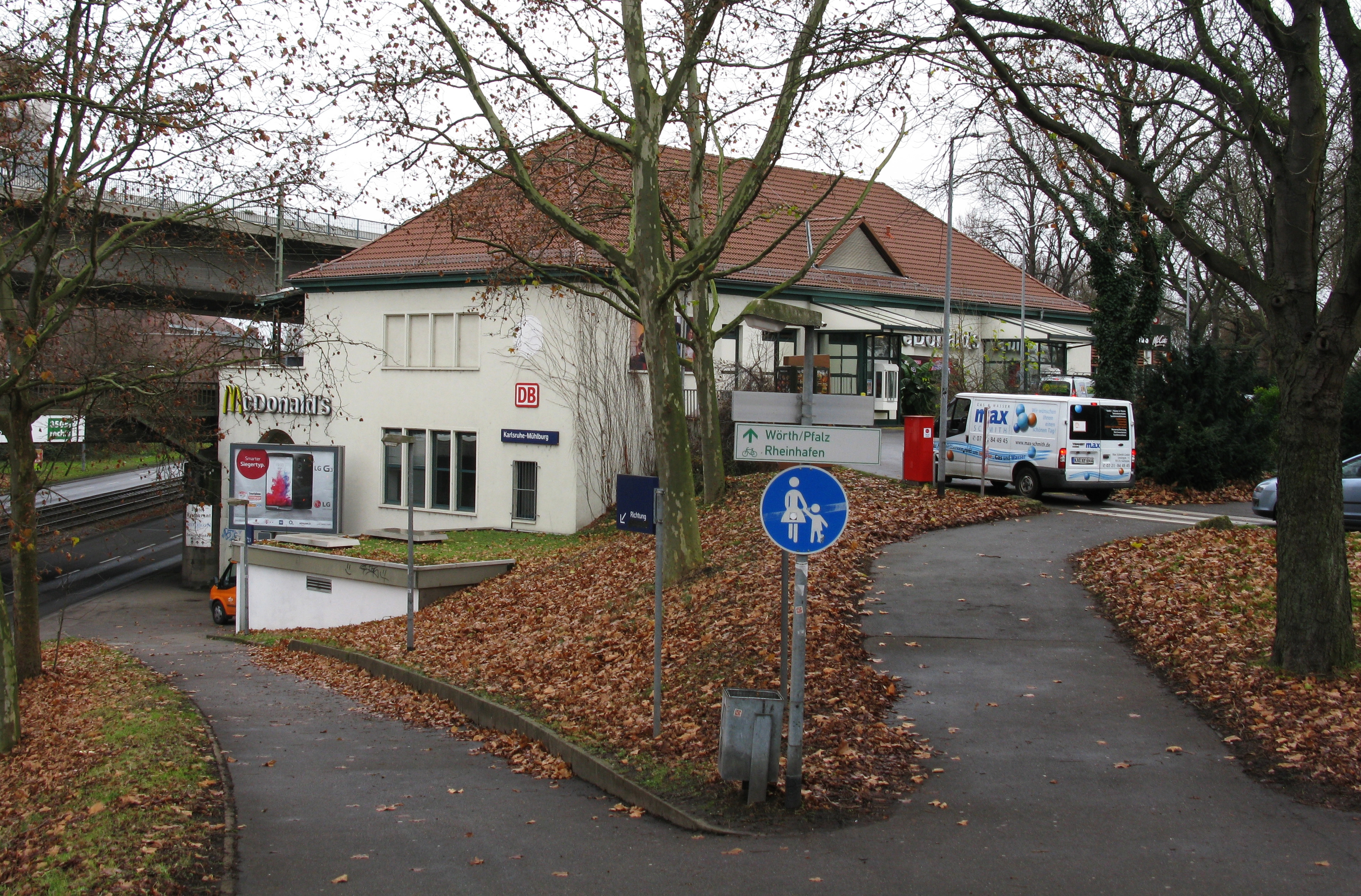
Bahnhof Karlsruhe-Mühlburg

Mühlburg verfügt über einen Bahnhof an der Bahnstrecke Winden–Karlsruhe.